# Diamonds Cup
Diamonds Cup — товарищеский турнир по футболу, который проходит на побережье Коста-дель-Соль в Марбелье на полях Футбольного центра Марбельи.
В I турнире принимали участие казанский «Рубин», днепропетровский «Днепр», румынский «ЧФР» из Клужа и болгарский «Любимец 2007». Характеризующим уровень турнира фактом является то, что две из четырёх команд-участниц продолжали выступать в 1/16 текущего сезона Лиги Европы - «Рубин» и «Днепр». В последнем матче турнира эти клубы сыграли между собой вничью, обыграв до этого последовательно другие команды. Победителем турнира стал «Днепр» из Днепропетровска, опередивший в таблице казанский «Рубин» по лучшей разнице забитых и пропущенных мячей.

## Приз
По данным официального твиттера ФК «Рубин», главный приз турнира весит 27 килограмм и имеет вкрапления из 124 алмазов

## Регламент
- Турнир проводится по круговой системе.
- В турнире принимают участие 4 команды.
- Длительность матча составляет 90 минут.

## Расписание матчей
| Днепр                      | 2 – 0 | ЧФР |
| -------------------------- | ----- | --- |
| Селезнев 42′ · Калинич 84′ |       |     |

| Любимец 2007 | 0 – 3 | Рубин                            |
| ------------ | ----- | -------------------------------- |
|              |       | Торбинский 9′, 55′ · Шаронов 84′ |

| Днепр                                             | 4 – 0 | Любимец 2007 |
| ------------------------------------------------- | ----- | ------------ |
| Селезнев 47′, 59′ · Джулиано 69′ · Коноплянка 76′ |       |              |

| Рубин                       | 2 – 1 | ЧФР      |
| --------------------------- | ----- | -------- |
| Шаронов 8′ · Торбинский 70′ |       | Рада 75′ |

| ЧФР                                                                       | 7 – 0 | Любимец 2007 |
| ------------------------------------------------------------------------- | ----- | ------------ |
| Батин 28′ · Тиаго Лопес 29′ · Костя 56′, 84′ · Негруц 59′ · Таде 65′, 80′ |       |              |

| Рубин       | 1 - 1 | Днепр        |
| ----------- | ----- | ------------ |
| Шаронов 62′ |       | Джулиано 21′ |

## Победители, призеры и бомбардиры
| Сезон | 1 место | 2 место | 3 место | Бомбардиры                                                             |
| ----- | ------- | ------- | ------- | ---------------------------------------------------------------------- |
| 2014  | Днепр   | Рубин   | ЧФР     | Селезнев (Днепр), Торбинский (Рубин) и Шаронов (Рубин) - все по 3 мяча |